# Saurauia montana
Saurauia montana är en tvåhjärtbladig växtart som beskrevs av Berthold Carl Seemann. Saurauia montana ingår i släktet Saurauia och familjen Actinidiaceae. Inga underarter finns listade i Catalogue of Life.

## Bildgalleri

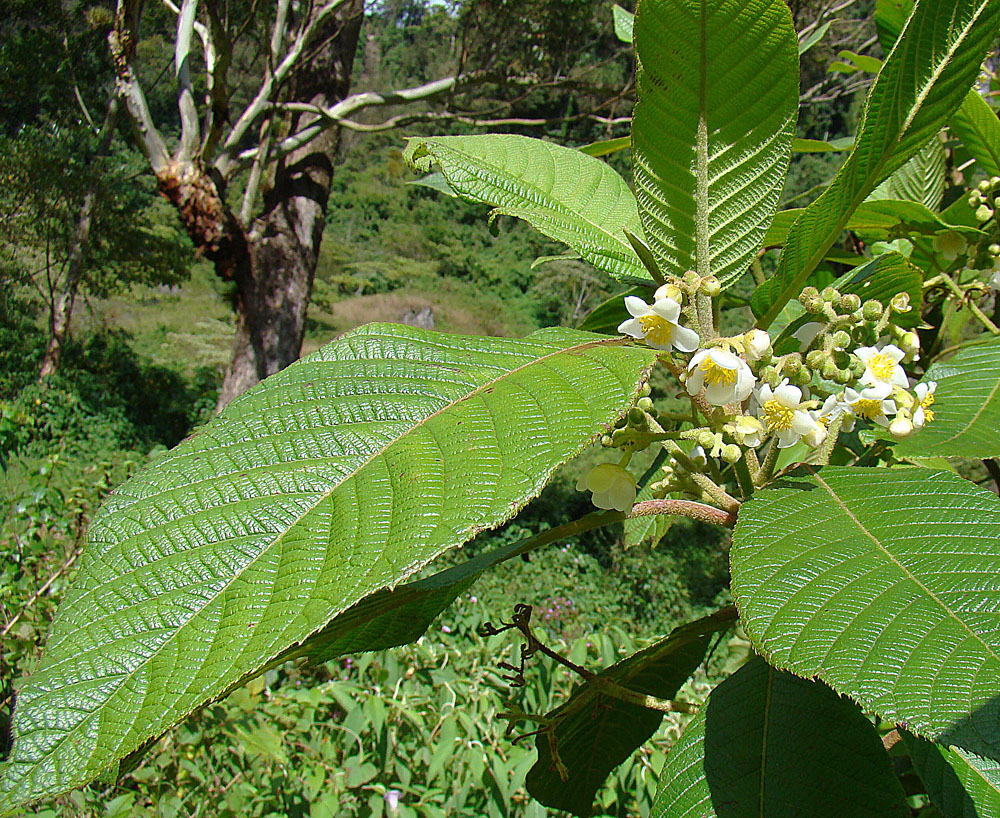